# Polystichum setigerum
Polystichum setigerum là một loài thực vật có mạch trong họ Dryopteridaceae. Loài này được (C. Presl) C. Presl miêu tả khoa học đầu tiên năm 1836.